# Kantoorgebouw

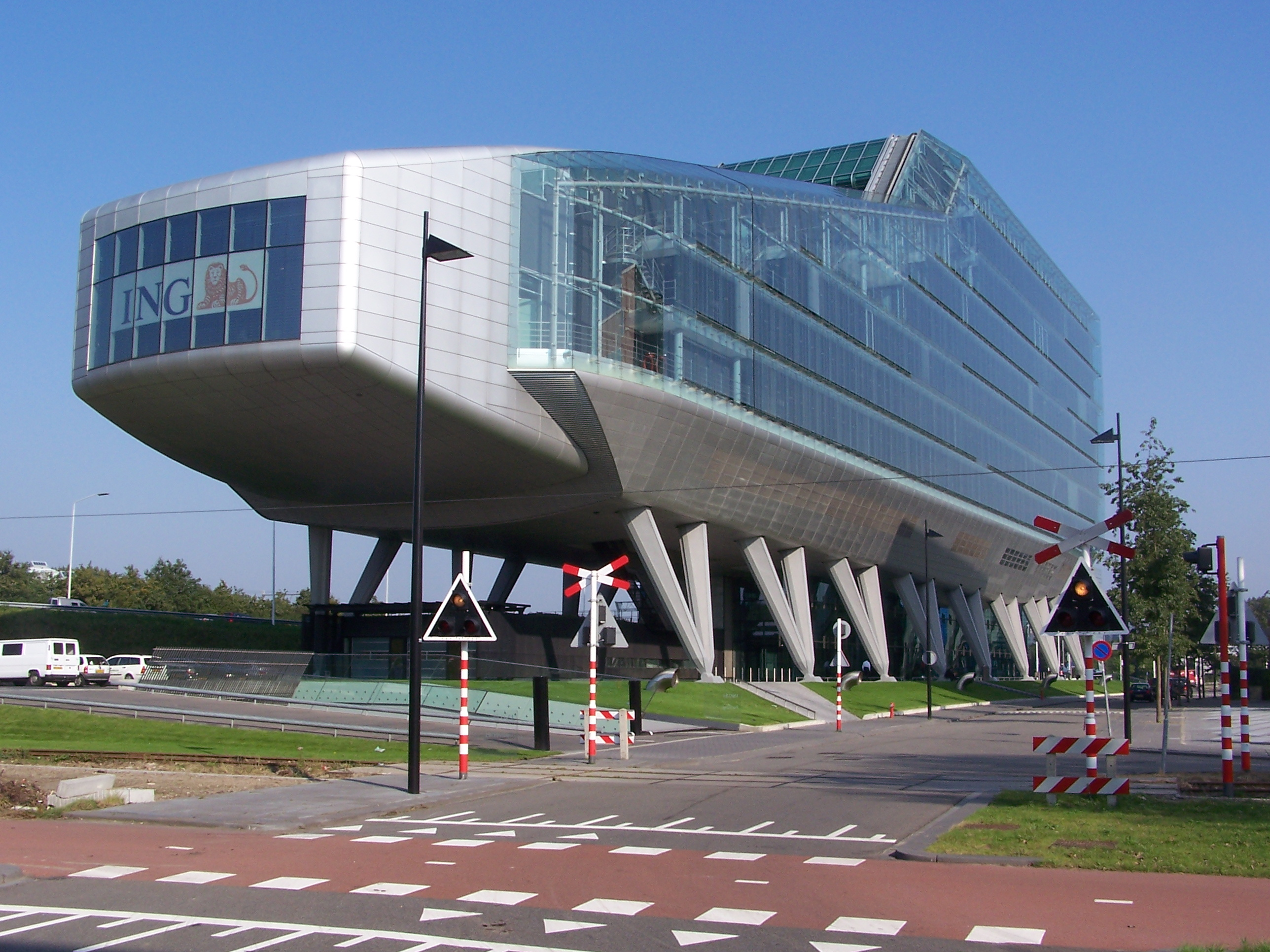
Hoofdkantoor van ING Groep, een kantoorgebouw dat met die functie in gedachten is gebouwd

Een kantoorgebouw is een gebouw waarin één of meer organisaties hun kantoor hebben ondergebracht. Veel kantoren zijn karakterloze gebouwen, maar er zijn ook prestigieuze kantoren die door gerenommeerde architecten zijn ontworpen.